# Войновские источники
Войновские источники — термальные минеральные источники на полуострове Камчатка. Расположены на реке Мутновской (приток Жировой). Температура источников колеблется от 40 до 93 °C. Минерализация — 0,84 г/л, содержание кремниевой кислоты — 0,165 г/л, мышьяка — 0,0014 г/л.
От посёлка геологов на Мутновском геотермальном месторождении к источникам проложена дорога. В настоящее время Войновские источники частично засыпаны прошедшим селевым потоком.